# Hybris (film)
 For alternative betydninger, se Hybris (flertydig). (Se også artikler, som begynder med Hybris)
Hybris er en dansk kortfilm fra 1998 instrueret af Christian Engell og Kenneth Olsen.

## Handling
I et dunkelt tidløst univers udspilles en adrenalinmættet beretning om en ung mands ensomme kamp mod en ældet sandsæk. Den ulige nærkamp udvikles til et smertefuldt opgør med en skræmmende modstander. Filmen er en moderne fortolkning af fragmenter fra den græske og nordiske mytologi - et actiondrama med gys og mørke undertoner.